# Brigantine
Brigantine é uma cidade localizada no estado americano de Nova Jérsei, no Condado de Atlantic.

## Demografia
Segundo o censo americano de 2000, a sua população era de 12.594 habitantes. 
Em 2006, foi estimada uma população de 12.886, um aumento de 292 (2.3%).

## Geografia
De acordo com o United States Census Bureau tem uma área de 
25,4 km², dos quais 16,7 km² cobertos por terra e 8,7 km² cobertos por água.

## Localidades na vizinhança
O diagrama seguinte representa as localidades num raio de 16 km ao redor de Brigantine. 